# Sic
Sic — латинское слово, означающее «так», «таким образом», «именно так». Полностью: «sic erat scriptum» — «так было написано». Употребляется для того, чтобы показать, что предыдущее неправильное или необычное написание является цитатой, а не ошибкой набора. В цитируемых фразах выражение пишется курсивом и берётся в круглые скобки: (sic). Иногда помещается в квадратные скобки: [sic] — или заменяется на (!). По смыслу означает также «вижу ошибку, но пишу, как в оригинале». Ещё используется для указания на важность данного места в тексте, согласия с ним или иронического отношения к нему читателя, рецензента.
Не следует путать (sic) с (res): это вводное слово[уточнить] используется для выражения неодобрения или негодования по поводу цитируемого фрагмента.
Ещё (sic) может быть использовано для того, чтобы подчеркнуть точную передачу устаревшего или необычного выражения или подчеркнуть ошибку, отметив её нелепость, либо иронию, или точно процитировать сомнительный источник, при этом сохраняя репутацию цитирующего лица или организации. Нередко для того, чтобы подчеркнуть грубость сделанной ошибки, после него ставится восклицательный знак (sic!). Тем не менее, как таковое, (sic) не выражает персональное отношение цитирующего к выделенному материалу.
Существуют и другие расшифровки, являющиеся, по сути, бэкронимами латинского слова sic: например, в английском языке «SIC» может быть аббревиатурой для «spelling is correct» (точно переданная орфография), «same in copy» (так же в рукописи), «spelled incorrectly» (написано неверно), «spelling incompetent» (неумелая орфография), «said in context» (сказано в контексте), «stupid in context» (глупо в контексте) и других фраз.

## Примеры употребления
Наш отпрыск <…> воротился зимой в Россию из Швейцарии, где лечился от идиотизма (sic!). Надо признаться, что ему везло-таки счастье, так что он, уж и не говоря об интересной болезни своей, от которой лечился в Швейцарии (ну можно ли лечиться от идиотизма, представьте себе это?!!), мог бы доказать собою верность русской пословицы: «известному разряду людей — счастье!»
— Ф. М. Достоевский. «Идиот»

В Петербурге считали, что «левый» Чулков пагубно влияет на Толстого — об этом писал в 1911 г. в дневнике Блок: "На этих днях мы с мамой (отдельно) прочли новую комедию Ал. Толстого — «Насильники». Хороший замысел, хороший язык, традиции — всё испорчено хулиганством, незрелым отношением к жизни, отсутствием художественной меры. По-видимому, теперь его отравляет Чулков: надсмешка (sic! — Е. Т.) над своим, что могло бы быть серьёзно, и невероятные положения: много в Толстом и крови, и жиру, и похоти, и дворянства, и таланта…
— Е. Д. Толстая цитирует А. Блока в своей книге «Ключи счастья. Алексей Толстой и литературный Петербург»

## Современное использование
Использование Sic значительно возросло в середине двадцатого века. Например, в судебных решениях штатов США до 1944 года в базе данных Westlaw Sic фигурирует 1239 раз; с 1945 по 1990 уже 69 168 раз. В качестве основного фактора увеличения количества использования данного обозначения исследователи называют иронию или скрытую насмешку, которую маскируют при помощи Sic.
«Неумеренное» использование Sic породило противоречия, заставившие некоторых редакторов, включая библиографа Саймона Новелла-Смита и литературного критика Леона Эделя, выступить против него.